# Gastronomía de Estados Unidos
La gastronomía de Estados Unidos es el conjunto de elementos culinarios tanto tradicionales como contemporáneos y fusiones culinarias de Estados Unidos de América. La culinaria estadounidense es derivada principalmente de la culinaria inglesa, en el norte y fundamentalmente de la Gastronomía española , e influencia minoritaria de las otras culturas fundacionales del país como las de los Países Bajos y Francia y aportes de regiones asociadas al dominio de la corona inglesa como Escocia e Irlanda.
Además, se la puede clasificar en dos grupos: el de la comida rápida, de gran alcance internacional y la comida familiar basada en las tradiciones ganaderas de antaño, tanto de ganado vacuno como ovino y caprino y en la cacería y la pesca.
Son comunes y distintivos los ingredientes como el pavo (tradicionalmente en el Día de Acción de Gracias y Navidad), el maíz, las habas, el girasol, las patatas, diversas formas de pepinos, la mantequilla, la grasa de cerdo y de pato, el tocino, los frutos secos y rojos y los huevos. La gran mayoría de las técnicas de cocción y las combinaciones de ingredientes (tartas con carne, sopas de frutos, mermeladas, jaleas y salsas de frutos) están basadas en las costumbres británicas.
También de influencia inglesa se hallan la gran variedad de postres y tartas frutales con frutos tanto del viejo como del nuevo continente como las tartas de manzana, de ciruela, de durazno y de arándanos. Entre las adaptaciones nacionales de recetas extranjeras más recientes se encuentran la hamburguesa, varios estilos y derivados de la pizza y el chili con carne. 

## Historia

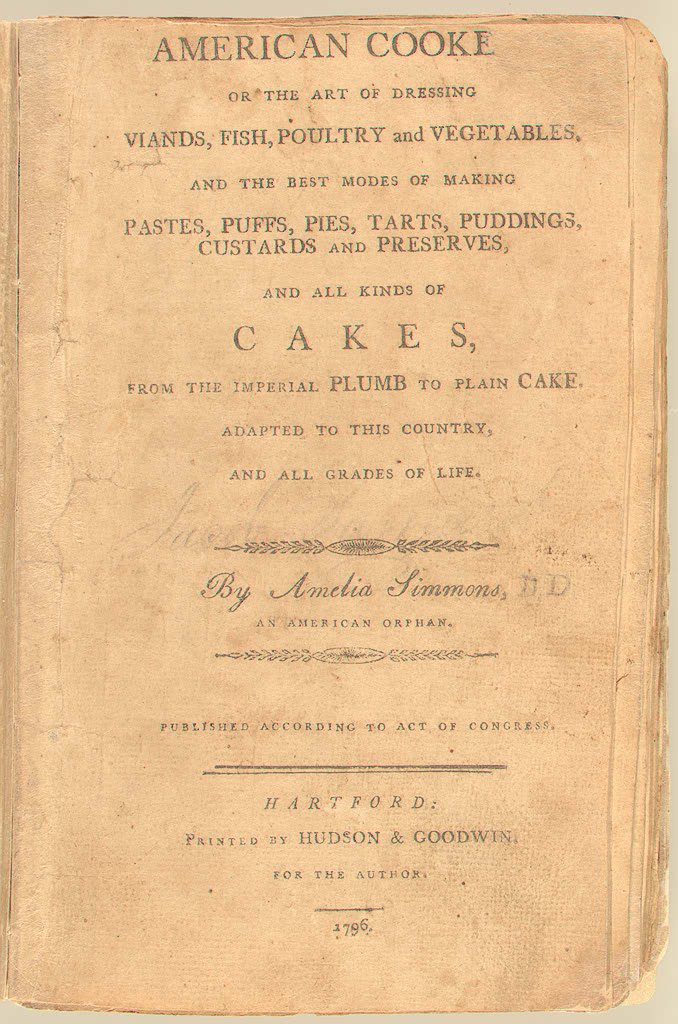
Portada de American Cooke. Publicado en Connecticut en 1796, considerado el primer libro de cocina estadounidense.

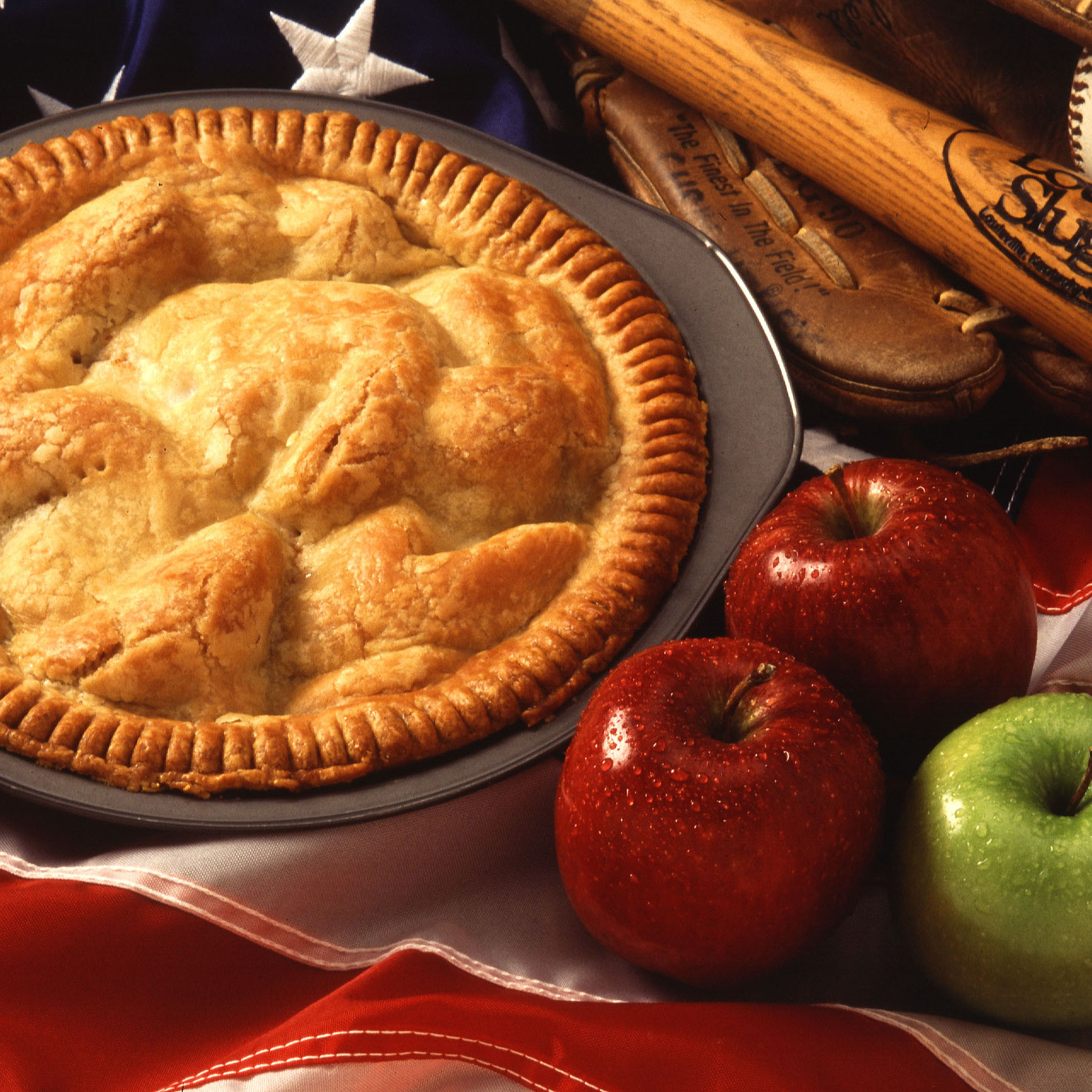
La tarta de manzana, postre icono de la cultura culinaria estadounidense.

Uno de los primeros libros dedicados a la cocina estadounidense es American cookery (1796) escrito por la huérfana neoyorquina Amelia Simmons en donde adapta las tradiciones culinarias de los pioneros ingleses al continente norteamericano incorporando ingredientes locales como el pavo y la calabaza.Simmons fue la primera persona en sugerir servir pavo con arándanos rojos, en introducir el término 'cookie' (galleta) de origen neerlandés en el léxico coloquial americano y en mencionar el cupcake, tarta individual que posiblemente la desarrolló ya que festejaba su cumpleaños sola. Su libro está registrado entre 'los Libros que forjaron a América' de la Biblioteca del Congreso. 
Otras publicaciones influyentes fueron las de Eliza Leslie, entre ellas New Cookery Book, (1854) oriunda de Pennsylvania y el Boston-cooking School Book (1896) de Fannie Farmer oriunda de Massachusetts. Leslie popularizó la sopa de tomates, la cual carecía de aceptación entre los americanos de su época por la creencia de que los tomates eran venenosos. Leslie, fue aprendiz de otra gran promotora de la cocina americana, la señora (Elizabeth) Goodfellow de Filadelfia. Farmer introdujo la receta del bizcocho internacionalmente conocido, el brownie y la de su variante sin chocolate, el brownie rubio o blondie.

### Regionalismos
La gastronomía del sur de Estados Unidos, está basada tanto en las tradiciones de los pioneros procedentes de Escocia, de Ulster y el norte de Inglaterra asentados en la región de los Apalaches como en los aportes de los colonizadores franceses del otrora territorio de Luisiana.
Dado el gran tamaño del territorio de Estados Unidos no es de sorprender que la cocina sea diversa y que pueda ser tipificada en variantes regionales. La cocina de la Costa Este, por ejemplo, hace uso como ingredientes del pescado y de los mariscos mucho más que las cocinas del Medio Oeste, donde el maíz y la carne vacuna tienen una mayor preponderancia y se dispone mejor de ellas. En algún grado el aumento de las capacidades de transporte de alimentos ha beneficiado la mezcla de diferentes gustos entre las regiones, no obstante los estadounidenses siguen asociando algunos alimentos a ciertas zonas del país, de esta forma los filetes están relacionados con Omaha; la langosta americana con Maine; el salmón con la costa del Pacífico Noroeste; el cangrejo azul y el crabcake con Maryland y las tartas de arándanos con Minnesota y Idaho. 
La cocina estadounidense ha sido capaz, no obstante, de sobrepasar las fronteras, algunos ejemplos como la cocina tex-mex, criolla, los restaurantes de barbacoa y otros pueden encontrarse en muchos lugares del mundo, siendo más populares los restaurantes de comida rápida y las pizzerías.

## Los platos

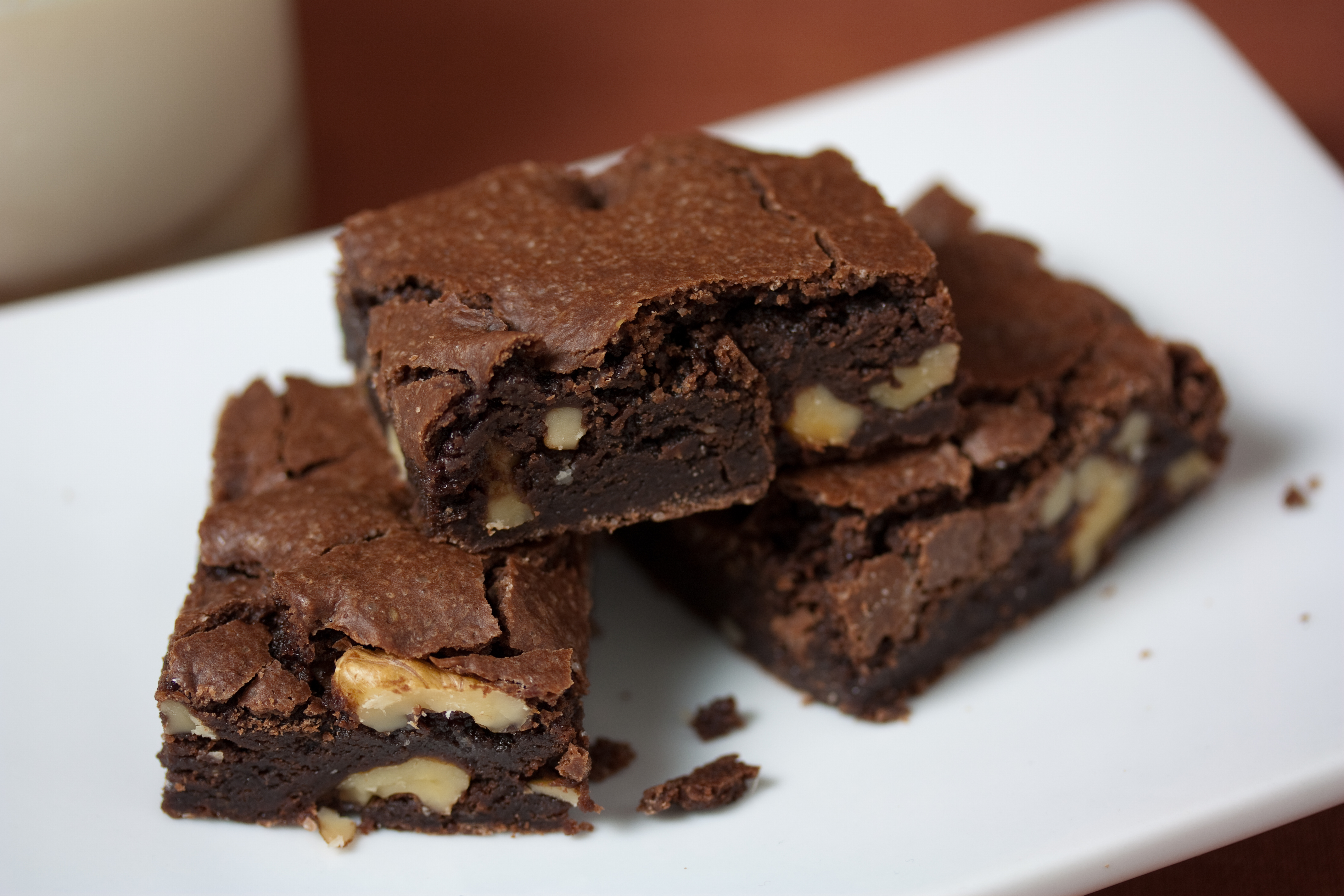
Bizcocho brownie, cuyo nombre proviene del duende Brownie de la mitología británica.

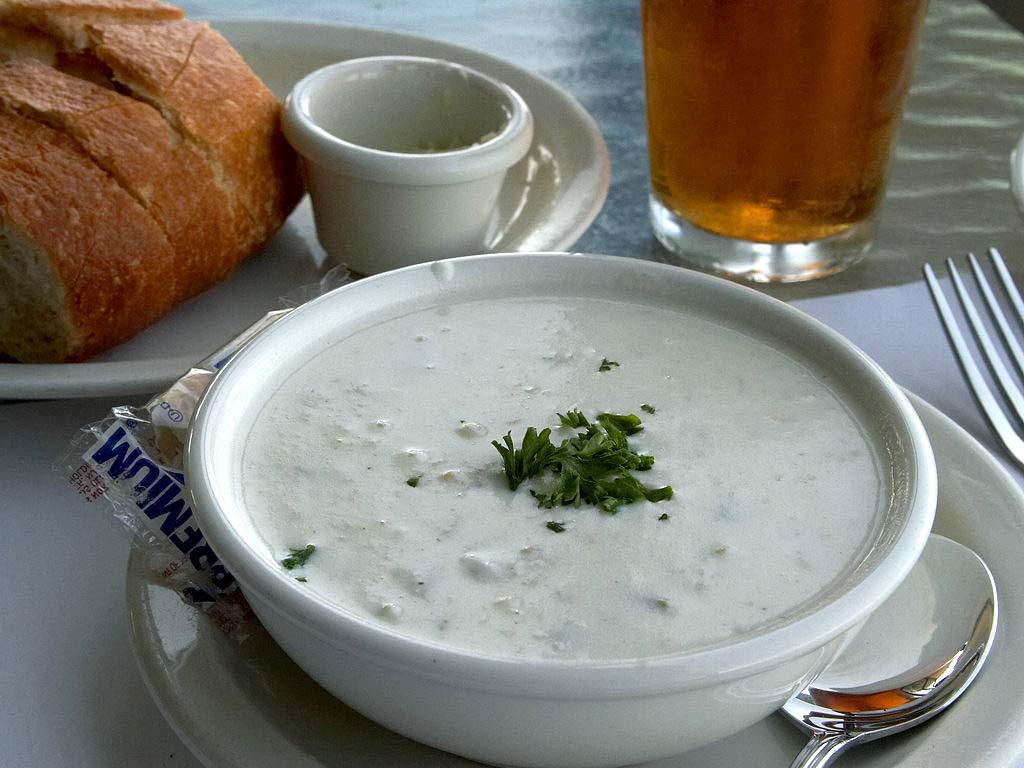
Clam Chowder, sopa de almejas de la región de Nueva Inglaterra.

Existe tanto en común con la culinaria británica lo que puede generar cierta confusión sobre el origen tanto de comidas como aderezos. Por ejemplo, los sándwiches si bien son de origen inglés, forman parte de las recetas americanas más remotas. Así como la salsa de grosella roja que también es inglesa pero fue desplazada como condimento en la misma Gran Bretaña por la americana salsa de arándanos rojos. Al budín Sunderland también se lo llama budín anticuado y es posible que sea tanto inglés como americano. 
Algunos platos representativos son:
- Asado de Londres
- Banana split
- Blondies
- Boston baked beans
- Booyah
- Brownies
- Alas de Búfalo
- Costillas de Cerdo
- Cheeseburger
- Cheesesteak
- Pizza de Chicago
- Chicken pot pie
- Chocolate chip cookies
- Chowder
- Cena de Acción de Gracias
- Cupcake
- Donas
- Fudge
- Hamburguesa
- Hoagie
- Hot dog
- Nugget de pollo
- Jambalaya
- Malvavisco
- Panqueque  con jarabe de arce
- Pan de Banana
- Pastel de Calabaza
- Pastel de Pecanas
- Pecan pralines
- Pollo frito
- Pot Roast
- Hot Dog
- Scrapple
- Sopa de Tortuga
- Sundae
- Tarta de manzana
- Twinkies
- Gofre

### Desayuno completo o 'campestre'
En Estados Unidos la variante del desayuno completo británico consiste en panceta, huevos fritos, hash browns y tostada. A menudo se le denomina country breakfast (‘desayuno campestre’) en muchas zonas del Medio Oeste. Tradicionalmente se lo acompaña con leche. Los términos fry y full breakfast no suelen usarse en Norteamérica a diferencia del Reino Unido.
En el sur de Estados Unidos el plato se conoce típicamente como big breakfast (‘desayuno grande’) o Sunday breakfast (‘desayuno dominical’), y suele consistir en huevos, panceta, sémola de maíz (grits), tostada, salchicha, jamón o filete, y a veces panqueques o galletas, servidos con café.

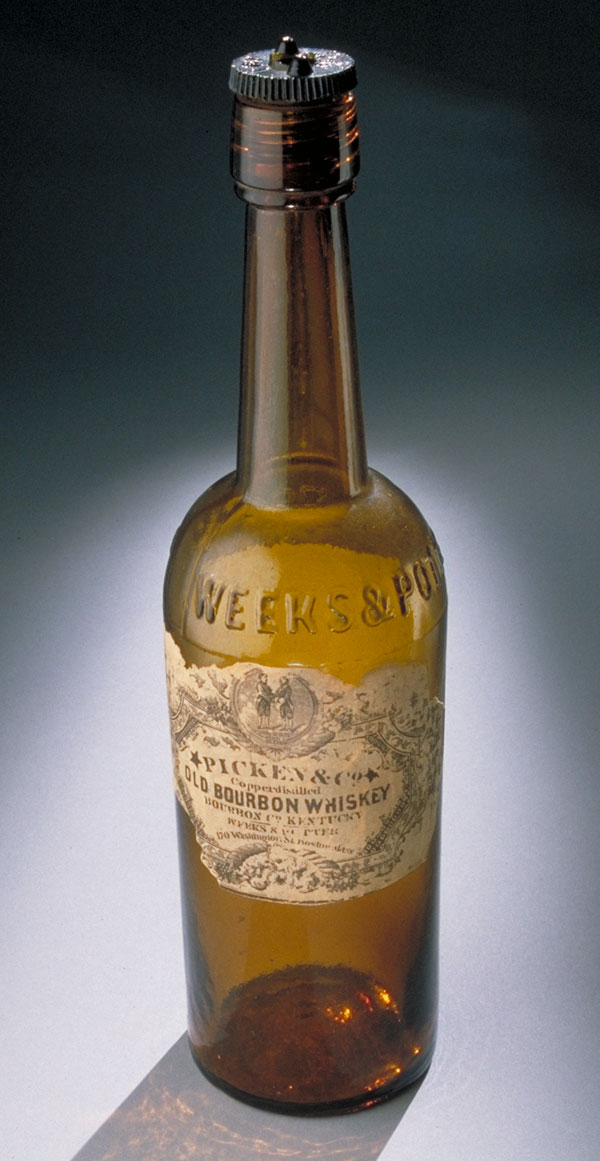
El whisky Bourbon es originario de Kentucky.

### Sopas
Las sopas más populares y básicas son las de tomate, de espárragos, de habas, de calabaza y las multiples variedades regionales de chowder.
Entre las más específicas se hallan la sopa Snapper (carne de tiburón), la Amish, la del Senado, la Hodge-Podge, la Kanuchi y la de Tortuga. 

### Postres y tartas
Existe una muy arraigada tradición de elaborar tartas de frutos y de carne que se comparte con otras naciones anglosajonas y algunas otras de lengua germánica. La tarta de manzana, por ejemplo, también es propia de Inglaterra, Países Bajos y Alemania y es tan típica americana que dio origen al dicho Tan Americano como la Tarta de Manzana (en inglés As American as Apple pie)
Otras tartas típicas son el pastel de calabaza y el de ciruela que se asocian al Día de Acción de Gracias y el de arándano azul asociado a los estados de Maine y Idaho. Existe gran variedad de tartas como de banana, tomate verde, cereza, durazno, ruibarbo y frutos del bosque debido al comercio del imperio británico durante la colonización inglesa y a la expansión territorial estadounidense luego de la independencia que le dio un gran acceso a diferentes climas.   
Otros tipos de postres también son los budines, los muffins y la torta individual, el cupcake. El budín Sunderland se halla entre los más antiguos recetarios nacionales. El muffin de arándano azul es oficial del estado de Minnesota. Los cupcakes se consideran una invención de la huérfana Amelia Simmons de Albany quien festejaba su cumpleaños sola.  
Entre las tartas saladas se hallan la Tarta de pollo y de paloma (Acción de Gracias), de salmón (Nueva Inglaterra) y la Tarta 'Zarigüeya' (de queso crema, crema agria) ícono de Arkansas. Cabe mencionar también la torta de cangrejo o crabcake de Maryland.  

### Bebidas

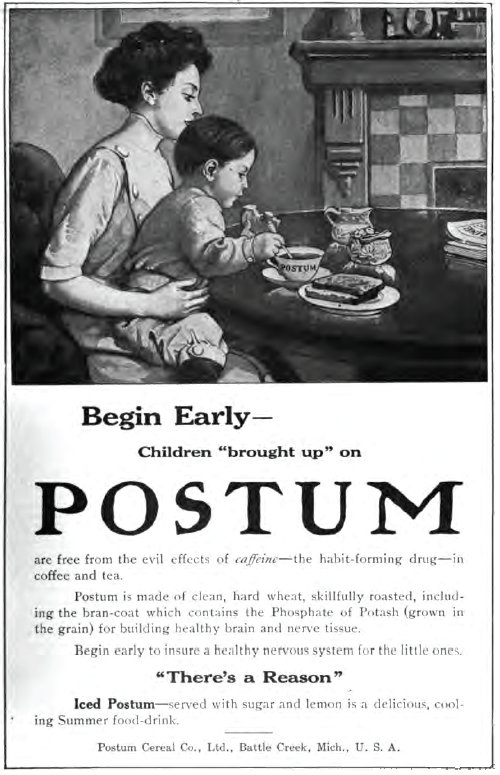
Desarrollado por miembros de la Iglesia SUD de Utah, el Postum es una bebida que funciona como sustituta del café cuya consumición está prohibida en el código llamado Palabra de Sabiduría.

Una receta de la cerveza de abeto ya se menciona en American Cooke de Amelia Simmons.  
En el compendio de recetas clásicas New Cookery Book de Eliza Leslie se encuentran recetas de 'Champaña' rosa (a base de grosellas rojas y blancas), de vinagre de frambuesas, de ponche Carolina (a base de duraznos y brandy) y de una bebida llamada 'Nectar' (a base de pasas y jugo de limón)
El whisky de Bourbon, la bebida carbonatada Coca-Cola, el sustituto para el café llamado Postum (a base de salvado y melaza) y la malteada son algunas bebidas desarrolladas originalmente en Estados Unidos. 
Entre los tipos de cervezas consideradas originarias o 'indígenas' se encuentran las pumpkin Ale, cream ale, California common y amber ale.
Otras bebidas autóctonas regionales pero sin alcohol son las cerveza de manzana de la zona Oeste y el switchel de Nueva Inglaterra. 

## Cocineros estadounidenses

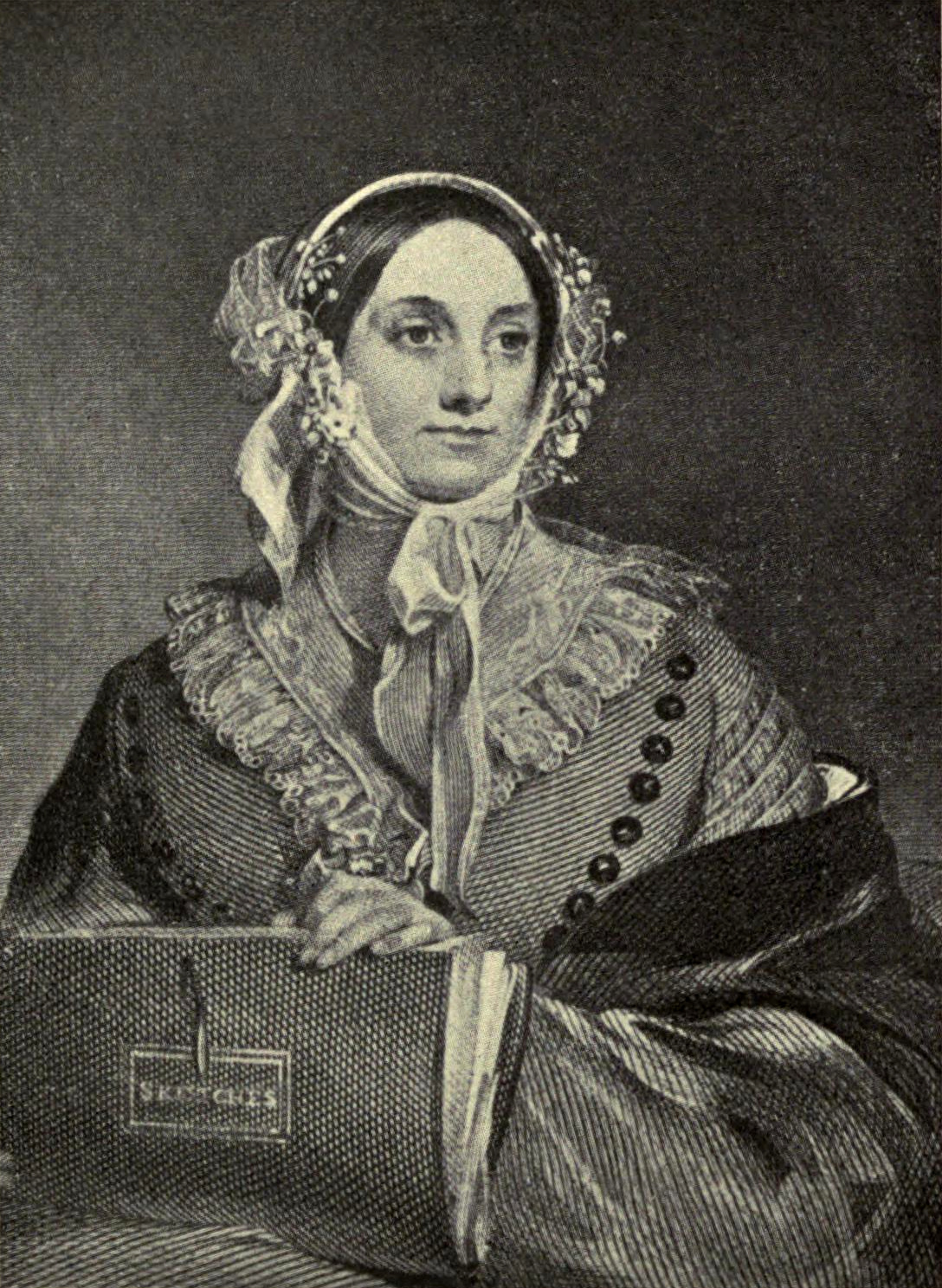
Grabado de 1846 de la recopiladora de recetas tradicionales estadounidenses, Eliza Leslie.

Entre los pioneros de la cocina americana se encuentran varias mujeres como Hannah Glasse, Alice Simmons, Elizabeth Goodfellow, Eliza Leslie y Fannie Farmer pero también un hombre británico oriundo de Shropshire llamado William Parks quien publicó el libro de cocina inglesa The Compleat Housewife en Williamsburg, Virginia en 1742. Su versión fue basada en la quinta edición de 1732 y adaptada al gusto americano excluyendo recetas, "ingredientes o materiales que no existen en este país." 
En los primeros momentos de la televisión se hizo muy popular Julia Child, a quién se le considera como la primera patrocinadora de la cocina francesa entre el público americano. Sólo durante los años 1970 y los 1980 los cocineros-estrella de la televisión como James Beard y Jeff Smith, autor de The Frugal Gourmet, desplazaron el foco hacia los platos y estilos caseros, particularmente aquellos de diferentes grupos étnicos. 
Varias de las recetas publicadas y recomendadas por personajes mediáticos contemporáneos como la chowder de Manhattan y la sopa crema de apio de Marta Stewart, los platillos de pollo y los postres de Craig Claiborne y los de brownie-gofres y estofados de carne de Rachael Ray son variantes de las más antiguas tradiciones gastronómicas estadounidenses.  
La mayoría de los cocineros contemporáneos como Anthony Bourdain cubren una variedad de cocinas y estilos, ambos hacen platos extranjeros, caseros y sus correspondientes fusiones, reflejando los gustos de los estadounidenses de la actualidad. 